# Yousry Zagloul
Yousry Muhammad Zagloul (arab. يسري محمد زغلول ; ur. 29 listopada 1954) – egipski judoka. Olimpijczyk z Los Angeles 1984, gdzie zajął dziewiętnaste miejsce w wadze lekkiej.
Uczestnik mistrzostw świata w 1983 roku.

## Letnie Igrzyska Olimpijskie 1984
| Konkurencja | Eliminacje          | Klas. końcowa |
| Konkurencja | Przeciwnik I        | Miejsce       |
| ----------- | ------------------- | ------------- |
| 71 kg       | Luiz Onmura (BRA) P | 19.           |